# La Dame de Haute-Savoie
Pistes de Fragile
- L'Encre de tes yeux
La Dame de Haute-Savoie est une chanson de Francis Cabrel, 1re piste de l'album Fragile, sorti en 1980. Elle est écrite par Francis Cabrel.
La « Dame » serait une certaine Constance, mère d’une amie de l’auteur chez laquelle il passe des vacances d’été, à Sallanches,.